# Den franske modstandsbevægelse
Den Franske modstandsbevægelse er den kollektive betegnelse om de franske modstandsbevægelser, som kæmpede mod den tyske besættelsesstyrke og dens samarbejdspartner i Vichy-regeringen under 2. verdenskrig. Modstandsbevægelsen bestod af små grupper med bevæbnede mænd og kvinder (maquis når de kommer fra landdistrikterne), udgivere af illegale aviser og hjælpe allierede soldater med at flygte fra Frankrig. Modstandsbevægelsens folk kom fra alle lag i det franske samfund; lige fra den konservative romersk katolske og jøder til liberale, anarkister og kommunister.
Den franske modstandsbevægelse spillede en værdifuld rolle i De Allieredes hurtige fremrykning gennem Frankrig efter invasionen af Normandiet 6. juni 1944 og invasionen af Sydfrankrig 15. august . Det gjorde de ved at skaffe militære efterretninger om Atlantvolden, Wehrmachts stillinger og koordinering af sabotage på elmaster, transportveje og kommunikationslinjer. Modstandsbevægelsen var politisk og moralsk vigtigt for Frankrig, både under besættelsen og i årtierne efter, som inspirerende eksempler i stærk kontrast til kollaboratørerne i Vichy-regeringen.
Efter landgangen i Normandiet og Sydfrankrig blev modstandsbevægelsens styrker organiseret i grupper, der blev kendt som Forces Françaises de l'Intérieur (FFI) (indre franske styrker). FFI havde en styrke på ca. 100.000 mand i juni 1944, hvorefter organisationen voksede hurtigt og nåede en styrke på 400.000 mand i oktober samme år. Selvom sammenslutningen i FFI til tider var belastet af store politiske forskelle, var FFI en succes og gjorde det muligt for Frankrig at genetablere en hær på 1,2 millioner mænd ved VE-dag i maj 1945.